# A Place to Bury Strangers

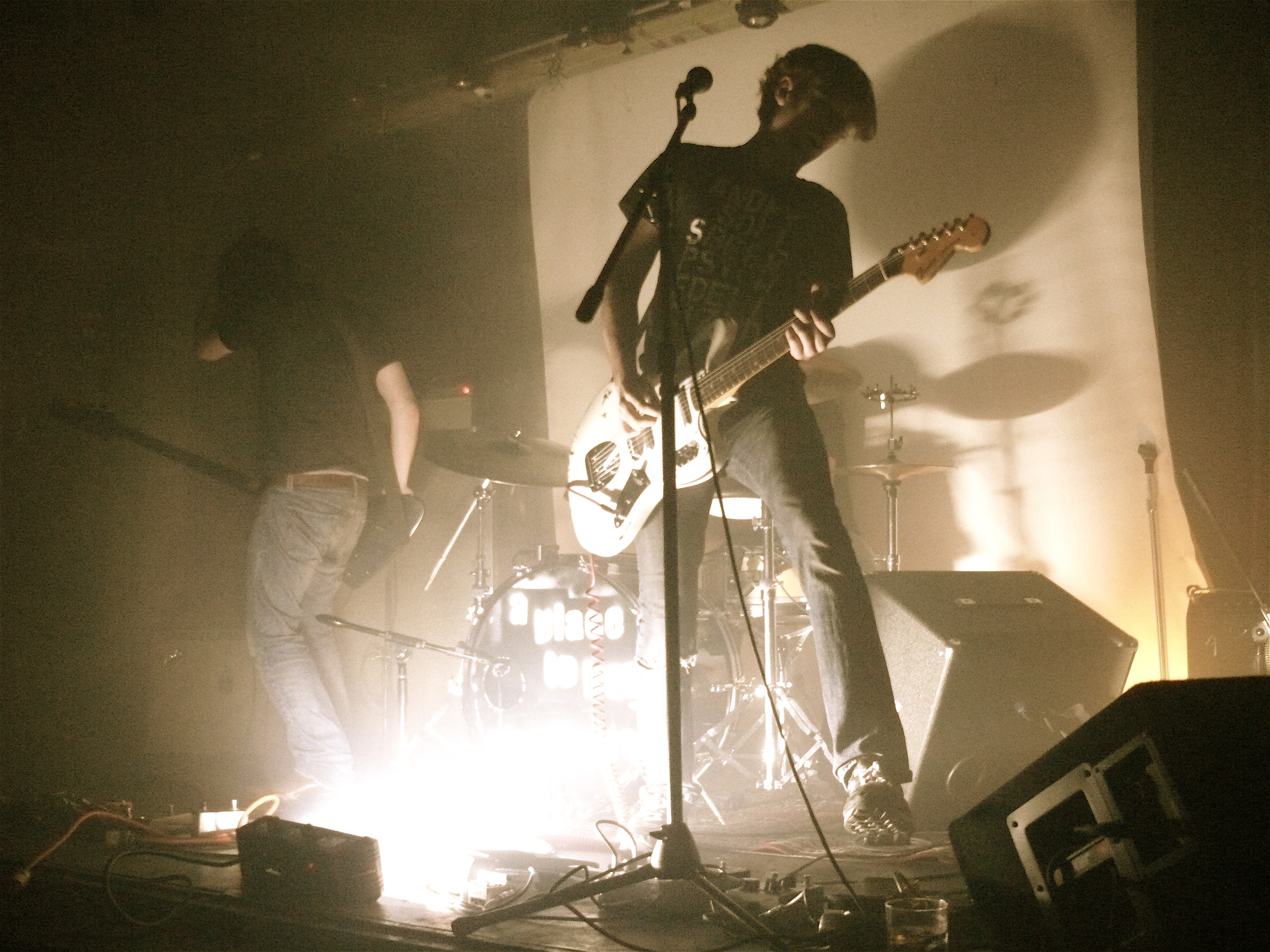
A Place to Bury Strangers

A Place to Bury Strangers is een Amerikaanse indierockband uit New York die noise rock en shoegaze met elkaar vermengt.
De band, afkomstig uit Williamsburg, Brooklyn, werd opgericht in 2004 en heeft zijn studio op de begane grond van Death by Audio in Brooklyn, die tevens dient als een club voor alternatieve muziek, die door de leden wordt bestierd.
De bandleden zijn Oliver Ackermann, Dion Lunadon en Lia Simone Braswell. Albums van de band komen uit op Mute Records.

## Discografie

### Studioalbums
- 2007: A Place to Bury Strangers (cd/lp)
- 2009: Exploding Head (cd/lp)
- 2012: Worship (cd/lp)
- 2015: Transfixiation (cd/lp)

### Ep's
- 2006: Red EP
- 2006: Blue EP
- 2006: Green EP
- 2008: Nine Inch Nails: Lights in the Sky over North America Tour EP (To Fix the Gash in Your Head)
- 2009: In Your Heart EP
- 2010: Ego Death EP
- 2010: I Lived My Life to Stand in the Shadow of Your Heart EP

### Singles
- 2008: I Know I'll See You (7 inch)
- 2009: Keep Slipping Away (7 inch)